# Barbara Cooper (Physikerin)
Barbara Hope Cooper (* 1. September 1953 in Lancaster, Pennsylvania, Vereinigte Staaten; †  7. August 1999 in Ithaca, Vereinigte Staaten) war eine US-amerikanische Physikerin. Sie war die erste Professorin für Physik an der Cornell University. Sie ist für detaillierte Studien zum Ladungsaustausch bei der Oberflächenstreuung niederenergetischer Ionen bekannt.

## Leben und Werk
Cooper war die Tochter des Physikprofessors Charles Burleigh Cooper und Hope Ferguson Cooper. Sie wuchs in Newark (Delaware) auf und machte 1971 ihren Abschluss an der Newark High School. Anschließend begann sie ein Medizinstudium an der Cornell University. Ihr Studium wurde im zweiten Jahr durch eine schwere Rückenverletzung infolge eines Tauchunfalls unterbrochen. Da sie ein Semester lang keine Kurse besuchen konnte, erhielt sie eine Stelle als Studentin im Labor für Nuklearstudien an der Cornell University und 1976 schloss sie ihr Studium an der Cornell University mit einem Bachelor in Physik mit Auszeichnung ab. Sie promovierte 1982 bei Tom Tombrello am California Institute of Technology (Caltech) in Physik mit der Dissertation Erosion of Ice Films by Energetic Ions („Abtragung von Eisfilmen durch energiereiche Ionen“).
Sie blieb als Postdoktorandin am Caltech, bis sie 1983 Assistenzprofessorin an der Cornell University wurde. 1995 wurde sie dort ordentliche Professorin.

## Forschung
Cooper forschte als Experimentalphysikerin in der Oberflächenwissenschaft. Sie verwendete Ionenstrahlen niedriger Energie zur Untersuchung von Partikel-Oberflächen-Wechselwirkungen und der strukturellen und elektronischen Eigenschaften sauberer und mit Adsorbaten bedeckter Metalloberflächen. Sie entwarf und baute einen Ionenstreuapparat, mit dem detaillierte Informationen über die Streupotentiale, Energieübertragungsprozesse, Streumechanismen und die Rolle von Oberflächenadsorbaten aus Messungen und Simulationen der Energie und Winkelverteilung von Alkali- und Sauerstoffionen gewonnen werden konnten. Besonders wichtige Ergebnisse erzielte sie bei Streuprozessen, bei denen ein Elektronentransfer stattfand, wenn sich das Ion in der Nähe der Oberfläche befand. Parallel zur Durchführung der Experimente startete sie ein Programm zur Flugbahnsimulation unter Verwendung präziser Potenziale und der systematischen Einbeziehung von Vielteilcheneffekten.
Sie untersuchte, wie sich niederenergetischer Ionenbeschuss auf die Erosion und das Wachstum von Metalloberflächen sowie auf die Abscheidung dünner Schichten auswirkt. Sie nutzte ein In-situ-Rastertunnelmikroskop, um Bilder mit atomarer Auflösung zu erhalten, gekoppelt mit Echtzeit- und In-situ-Synchrotron-Röntgenstreuung, um Kleinwinkelbeugungsdaten für die Oberflächenstruktur während des Ionenbeschusses zu gewinnen. Sie konnte die Musterbildung beim Sputtern einer Goldoberfläche beobachten und anschließend die Konkurrenz zwischen Aufrauungs- und Glättungsmechanismen beim Sputtern und Glühen untersuchen.
Sie organisierte zwei der multidisziplinären Forschungszentren an der Cornell University, das Cornell Center for Materials Research (CCMR) und die Cornell High-Energy Synchrotron Source (CHESS).
Sie war Mitglied der American Vacuum Society, Sigma Xi, Bohemian Physical Society und Fellow der American Physical Society.
Cooper starb 1999 im Alter von 45 Jahren an Lungenkrebs.

## Auszeichnungen und Ehrungen (Auswahl)
- 1985–1989: Presidential Young Investigator Award der National Science Foundation
- 1992: Maria Goeppert Mayer Award der American Physical Society[7]
- 1995: Fellow of the American Physical Society